# Poggiodomo
Poggiodomo est une commune italienne de la province de Pérouse, dans la région Ombrie.

## Administration

### Communes limitrophes
Cascia, Cerreto di Spoleto, Monteleone di Spoleto, Sant'Anatolia di Narco, Vallo di Nera.